# Marquess
Marquess egy német popegyüttes nevét takarja, akik 2006-ban alakultak meg Hannoverben. A csapat dalait jellemzően spanyol nyelven énekli.  
Anyaországukon kívül Lengyelországban, Csehországban, Svájcban, Finnországban, Ausztriában és Magyarországon is ismert zenekar. 

## Tagok
- Sascha Pierro
- Christian Fleps
- Dominik Decker
- Marco Heggen

## Diszkográfia

### Albumok
- Marquess (2006)
- Frenetica (2007)
- ¡YA! (2008)
- Compañía del sol (2009)

### Kislemezek
| Év   | Dal                              | Toplista-pozíció | Toplista-pozíció | Toplista-pozíció | Toplista-pozíció | Toplista-pozíció | Toplista-pozíció | Album            |
| Év   | Dal                              | GER              | AUT              | CH               | FIN              | CZ               | SE               | Album            |
| ---- | -------------------------------- | ---------------- | ---------------- | ---------------- | ---------------- | ---------------- | ---------------- | ---------------- |
| 2006 | "El Temperamento"                | 10               | 53               | 16               | 10               | 79               | -                | Marquess         |
| 2007 | "Sorry & Goodbye" (promo single) | -                | -                | -                | -                | -                | -                | Marquess         |
| 2007 | "Vayamos Compañeros"             | 2                | 5                | 1                | 4                | 1                | 10               | Frenetica        |
| 2007 | "You And Not Tokio"              | 66               | -                | 80               | -                | 48               | -                | Frenetica        |
| 2008 | "La Histeria"                    | 15               | 74               | 41               | -                | 59               | -                | ¡YA!             |
| 2008 | "La Vida Es Limonada"            | 16               | 25               | 15               | -                | 44               | -                | ¡YA!             |
| 2009 | "Lucia"                          | 60               | -                | -                | -                | -                | -                | ¡YA!             |
| 2009 | "Arriba"                         | 16               | 75               | 57               | 18               | -                | -                | Compañía del sol |
| 2010 | "Latino América"                 | -                | -                | -                | -                | -                | -                | Compañía del sol |
| 2011 | "Chapoteo"                       | -                | -                | -                | -                | -                | -                |                  |

## Fordítás
- Ez a szócikk részben vagy egészben  a   Marquess (band) című angol Wikipédia-szócikk fordításán alapul.  Az eredeti cikk szerkesztőit annak laptörténete sorolja fel. Ez a jelzés csupán a megfogalmazás eredetét és a szerzői jogokat jelzi, nem szolgál a cikkben szereplő információk forrásmegjelöléseként.

## Külső hivatkozások
- Hivatalos honlap